# Coccycua cinerea
El cuclillo ceniciento (Coccycua cinerea), también denominado cuclillo chico, cuclillo gris, cuclillo ojo colorado y cuco cenizo, es una especie de ave cuculiforme de la familia Cuculidae que vive en Sudamérica.

## Distribución y hábitat
Se encuentra en los bosques, sabanas y arboledas de Argentina, Bolivia, Brasil, Colombia, Paraguay, Perú y Uruguay.

## Descripción
Mide aproximadamente 21 cm de longitud. Su cola tiene un leve ápice blanco. Su pico es corto y curvo. Tiene el pecho pardo rosáceo que se va aclarando hasta convertirse en color blancuzco en el vientre. El iris de su ojo es rojo (en el joven es pardo).

## Taxonomía

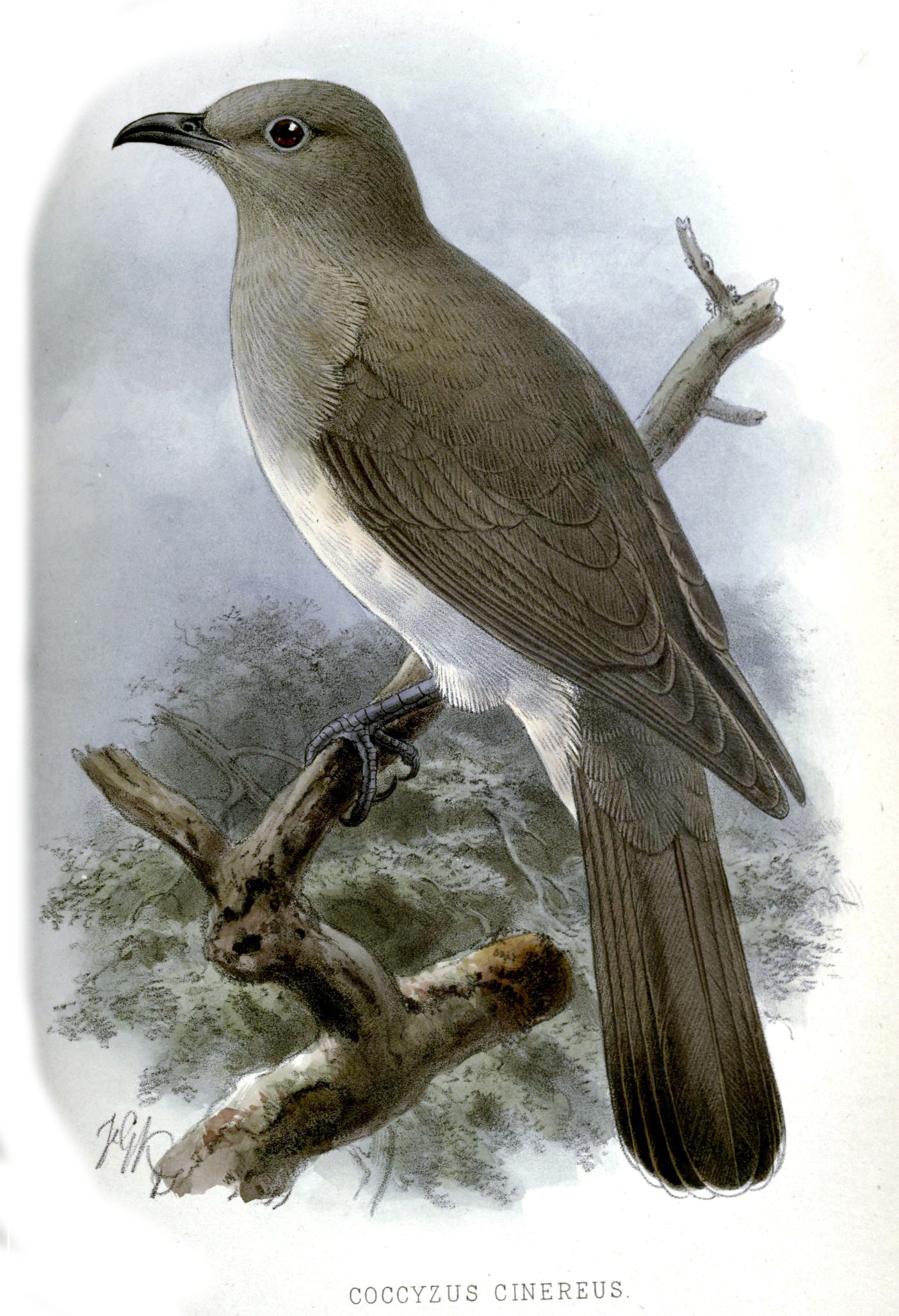
Coccyzus cinereus, ilustración de Keulemans en Argentine Ornithology, 1889

En el pasado se le situaba en los géneros Coccyzus y Micrococcyx. Tras los estudios que demostraban que pertenecía a un linaje próximo al cuco ardilla menor, se le recolocó en el género Coccycua.